# Pardofelis marmorata
Il gatto marmorizzato (Pardofelis marmorata Martin, 1837) è un piccolo felino selvatico dell'Asia meridionale e sud-orientale. Dal 2002 la IUCN lo classifica tra le specie vulnerabili, dato che nelle regioni in cui vive la sua densità numerica è sempre molto bassa, così come il numero totale degli esemplari adulti, ritenuto inferiore alle 10.000 unità; nessuna popolazione, inoltre, supera i 1000 esemplari.
In passato gli studiosi ritenevano che questa specie appartenesse alla linea evolutiva dei Panterini, o «grandi felini». Le analisi genetiche, invece, hanno dimostrato che il gatto marmorizzato è un parente stretto del gatto dorato asiatico e del gatto dorato del Borneo, con i quali si è separato dagli altri felini circa 9,4 milioni di anni fa.

## Descrizione
P. marmorata ha dimensioni simili a quelle di un gatto domestico, ma ha una coda più lunga e molto più folta: usata come contrappeso, essa costituisce un ottimo adattamento allo stile di vita arboricolo. Il corpo misura 45-62 cm, la coda 35-55 cm. Il peso si aggira sui 2-5 kg.
Il mantello, ornato da macchie e venature simili a quelle del marmo, viene di solito paragonato a quello del più grosso leopardo nebuloso. Il colore di base varia dal giallo chiaro al grigio brunastro ed è più chiaro sulla regione ventrale. Su zampe, regioni inferiori e fronte sono presenti delle macchie scure, mentre la coda è ricoperta da bande; sul collo e lungo tutto il dorso, inoltre, corre tutta una serie di strisce. Sul retro delle orecchie vi sono delle fasce bianche.
Oltre che per la lunghezza della coda, il gatto marmorizzato si distingue anche per i grossi piedi, caratteristica propria anche del leopardo nebuloso. Possiede inoltre canini insolitamente grandi, che ricordano quelli dei grandi felini, ma si tratta quasi sicuramente di un semplice caso di evoluzione parallela.

## Distribuzione e habitat
P. marmorata è diffuso nelle regioni tropicali dell'Indomalesia, dalle colline nepalesi ai piedi dell'Himalaya, a ovest, alla Cina sud-occidentale, a est, nonché sulle isole di Sumatra e del Borneo. Vive prevalentemente nelle umide foreste tropicali miste, dove sono presenti sia alberi decidui che sempreverdi.
Gli studiosi ne riconoscono due sottospecie:
- Pardofelis marmorata marmorata Martin, 1836, diffusa dal Myanmar alla penisola malese, a Sumatra e nel Borneo;
- Pardofelis marmorata charltonii Gray, 1846, originaria di Myanmar settentrionale, Sikkim, Darjeeling e Nepal.

## Biologia
Nel maggio del 2000 una femmina di P. marmorata venne catturata con una trappola posta lungo un sentiero battuto da animali selvatici nelle foreste collinari miste di bambù e sempreverdi del Santuario di Phu Khieo, in Thailandia. Questa femmina, il primo esemplare della sua specie ad essere stato munito di radiocollare, aveva un territorio di 5,8 km² situato a 1000-1200 m di altitudine ed era attiva soprattutto nelle ore notturne e al crepuscolo.
È probabile che P. marmorata trovi gran parte delle sue prede (uccelli, scoiattoli, altri roditori e rettili) nella volta della foresta.
P. marmorata si è riprodotto solo raramente in cattività; il suo periodo di gestazione è stato stimato tra i 66 e gli 82 giorni. Nei pochi casi registrati sono nate cucciolate composte da due piccoli, ognuno del peso di 61-85 g. Essi aprono gli occhi a circa dodici giorni e iniziano a nutrirsi di cibo solido a due mesi, nello stesso periodo in cui iniziano attivamente ad arrampicarsi. Gli individui raggiungono la maturità sessuale a 21 o 22 mesi e in cattività possono vivere fino a dodici anni.

## Conservazione
P. marmorata viene avvistato solo di rado nel suo habitat naturale ed è stato poco studiato dai ricercatori. La sua popolazione è stata stimata a meno di 10.000 esemplari adulti. Le foreste in cui vive si stanno restringendo sempre più e proprio per questo motivo la IUCN lo classifica tra le specie vulnerabili.
Gli unici P. marmorata registrati nel Sistema Informativo Internazionale delle Specie (ISIS) sono una coppia ospitata presso un centro di riproduzione degli Emirati Arabi Uniti.